# Seznam katastrálních území v okrese Sokolov
V této tabulce je uveden kompletní výčet katastrálních území Okresu Sokolov, včetně rozlohy a sídel, které na nich leží.
| Název KÚ                        | Sídla                              | Obec              | km2   |
| ------------------------------- | ---------------------------------- | ----------------- | ----- |
| A                               | A                                  | A                 |       |
| Arnoltov                        | Arnoltov                           | Březová           | 4,86  |
| Bošířany                        | Horní Slavkov                      | Horní Slavkov     | 5,68  |
| Boučí                           | Boučí                              | Dolní Nivy        | 4,62  |
| Březová u Sokolova              | Březová                            | Březová           | 1,82  |
| Bublava                         | Bublava                            | Bublava           | 6,14  |
| Bukovany u Sokolova             | Bukovany                           | Bukovany          | 3,1   |
| Bystřina                        | Kostelní Bříza                     | Březová           | 0,44  |
| Bystřina u Rovné                | Rovná                              | Rovná             | 1,52  |
| Citice                          | Citice                             | Citice            | 3,16  |
| Černá u Kraslic                 | Černá                              | Kraslice          | 6,54  |
| Čirá                            | Čirá                               | Kraslice          | 4,06  |
| Čistá u Rovné                   | Podstrání                          | Rovná             | 13,93 |
| Čistá u Svatavy                 | Svatava                            | Svatava           | 6,87  |
| Dasnice                         | Dasnice                            | Dasnice           | 4,04  |
| Dolina u Krajkové               | Dolina                             | Krajková          | 3,49  |
| Dolní Hluboká                   | Krásno                             | Krásno            | 5,24  |
| Dolní Chodov                    | Chodov                             | Chodov            | 11,58 |
| Dolní Nivy                      | Dolní Nivy                         | Dolní Nivy        | 5,79  |
| Dolní Pochlovice                | Dolní Pochlovice                   | Kynšperk nad Ohří | 2,16  |
| Dolní Rychnov                   | Dolní Rychnov                      | Dolní Rychnov     | 5,09  |
| Dvory u Lokte                   | Dvory                              | Loket             | 3,19  |
| Habartov                        | Habartov, Kluč, Úžlabí             | Habartov          | 12,7  |
| Háj u Jindřichovic              | Háj                                | Jindřichovice     | 6,44  |
| Háje nad Teplou                 | Krásno                             | Krásno            | 3,31  |
| Heřmanov v Krušných horách      | Jindřichovice                      | Jindřichovice     | 5,76  |
| Hlavno                          | Hlavno                             | Citice            | 2,25  |
| Horní Částkov                   | Horní Částkov                      | Habartov          | 3,43  |
| Horní Nivy                      | Horní Nivy                         | Dolní Nivy        | 3,63  |
| Horní Pochlovice                | Horní Pochlovice                   | Kaceřov           | 0,11  |
| Horní Rozmyšl                   | Horní Rozmyšl                      | Dolní Nivy        | 4,76  |
| Horní Slavkov                   | Horní Slavkov                      | Horní Slavkov     | 15,12 |
| Hory u Oloví                    | Hory                               | Oloví             | 3,58  |
| Hradecká                        | Jindřichovice                      | Jindřichovice     | 6,25  |
| Hrádek u Krajkové               | Anenská Ves, Hrádek                | Krajková          | 4,02  |
| Hraničná                        | Hraničná                           | Kraslice          | 3,87  |
| Hrušková                        | Hrušková                           | Sokolov           | 6,59  |
| Chaloupky u Přebuze             | Přebuz                             | Přebuz            | 4,31  |
| Chlum Svaté Maří                | Chlum Svaté Maří                   | Chlum Svaté Maří  | 4,7   |
| Chotíkov u Kynšperka nad Ohří   | Chotíkov                           | Kynšperk nad Ohří | 2,64  |
| Chranišov                       | Chranišov                          | Nové Sedlo        | 2,01  |
| Jindřichovice v Krušných horách | Jindřichovice                      | Jindřichovice     | 10,4  |
| Kaceřov u Kynšperka nad Ohří    | Kaceřov                            | Kaceřov           | 5,61  |
| Kámen u Kraslic                 | Kámen                              | Kraslice          | 2,49  |
| Kamenice u Březové              | Kamenice                           | Březová           | 3,88  |
| Kamenný Dvůr                    | Kamenný Dvůr                       | Kynšperk nad Ohří | 2,76  |
| Kfely u Horního Slavkova        | Horní Slavkov                      | Horní Slavkov     | 6,58  |
| Kostelní                        | Kostelní                           | Kraslice          | 5,03  |
| Kostelní Bříza                  | Kostelní Bříza                     | Březová           | 4,99  |
| Krajková                        | Krajková                           | Krajková          | 5,9   |
| Královské Poříčí                | Jehličná, Královské Poříčí         | Královské Poříčí  | 12,2  |
| Kraslice                        | Kraslice, Sklená                   | Kraslice          | 13,01 |
| Krásná Lípa u Březové           | Kostelní Bříza                     | Březová           | 6,07  |
| Krásná Lípa u Rovné             | Rovná                              | Rovná             | 0,9   |
| Krásná Lípa u Šindelové         | Krásná Lípa                        | Šindelová         | 2,31  |
| Krásná u Kraslic                | Krásná                             | Kraslice          | 7,29  |
| Krásno nad Teplou               | Krásno                             | Krásno            | 13,36 |
| Křemenitá                       | Tatrovice                          | Tatrovice         | 2,72  |
| Květná u Krajkové               | Květná                             | Krajková          | 3,02  |
| Kynšperk nad Ohří               | Kynšperk nad Ohří                  | Kynšperk nad Ohří | 6,86  |
| Leopoldovy Hamry                | Bernov                             | Krajková          | 12,84 |
| Ležnice                         | Horní Slavkov                      | Horní Slavkov     | 1,74  |
| Ležnička                        | Horní Slavkov                      | Horní Slavkov     | 2,38  |
| Libavské Údolí                  | Libavské Údolí                     | Libavské Údolí    | 2,29  |
| Libnov                          | Libnov                             | Krajková          | 3,81  |
| Liboc u Kraslic                 | Liboc                              | Kraslice          | 6,57  |
| Liboc u Kynšperka nad Ohří      | Liboc                              | Kynšperk nad Ohří | 1,51  |
| Lítov                           | Lítov                              | Habartov          | 5,03  |
| Lobzy u Březové                 | Lobzy                              | Březová           | 5,55  |
| Loket                           | Loket                              | Loket             | 6,83  |
| Lomnice u Sokolova              | Lomnice                            | Lomnice           | 8,33  |
| Loučky u Lokte                  | Loučky                             | Nové Sedlo        | 4,51  |
| Loučná v Krušných horách        | Jindřichovice                      | Jindřichovice     | 4,7   |
| Louka u Mariánských Lázní       | Louka                              | Nová Ves          | 11,43 |
| Luh nad Svatavou                | Hřebeny, Josefov, Luh nad Svatavou | Josefov           | 4,76  |
| Markvarec u Krajkové            | Hrádek                             | Krajková          | 2,17  |
| Mezihorská                      | Jindřichovice                      | Jindřichovice     | 5,5   |
| Milešov                         | Krásno                             | Krásno            | 3,44  |
| Milíře u Rovné                  | Podstrání                          | Rovná             | 5,85  |
| Milíře u Šindelové              | Krásná Lípa                        | Šindelová         | 12,44 |
| Mlýnská                         | Mlýnská                            | Kraslice          | 7,17  |
| Nadlesí                         | Nadlesí                            | Loket             | 5,54  |
| Nová Ves u Kraslic              | Stříbrná                           | Stříbrná          | 9,64  |
| Nová Ves u Sokolova             | Nová Ves                           | Nová Ves          | 15,53 |
| Nové Domy                       | Nové Domy                          | Oloví             | 2,05  |
| Nové Sedlo u Lokte              | Nové Sedlo                         | Nové Sedlo        | 10,46 |
| Novina u Sokolova               | Novina                             | Sokolov           | 1,86  |
| Obora u Šindelové               | Obora                              | Šindelová         | 15,1  |
| Oloví                           | Oloví                              | Oloví             | 3,51  |
| Ostrov u Březové                | Kostelní Bříza                     | Březová           | 3,83  |
| Paseka u Březové                | Kamenice                           | Březová           | 2,69  |
| Počátky u Kraslic               | Počátky                            | Kraslice          | 7,46  |
| Poušť                           | Jindřichovice                      | Jindřichovice     | 2,62  |
| Přebuz                          | Přebuz                             | Přebuz            | 14,3  |
| Ptačí                           | Krásná Lípa                        | Šindelová         | 4,39  |
| Radvanov                        | Josefov, Radvanov                  | Josefov           | 3,58  |
| Rolava                          | Přebuz                             | Přebuz            | 11,18 |
| Rotava                          | Rotava                             | Rotava            | 10,53 |
| Rovná u Sokolova                | Rovná                              | Rovná             | 6,17  |
| Rudolec u Březové               | Rudolec                            | Březová           | 4,3   |
| Smolná                          | Smolná                             | Rotava            | 1,49  |
| Smrkovec u Březové              | Kostelní Bříza                     | Březová           | 5,51  |
| Sněžná                          | Sněžná                             | Kraslice          | 8,22  |
| Sokolov                         | Sokolov                            | Sokolov           | 9,48  |
| Spomyšl u Vřesové               | Tatrovice                          | Tatrovice         | 1,63  |
| Stará                           | Jindřichovice                      | Jindřichovice     | 2,75  |
| Stará Chodovská                 | Stará Chodovská                    | Chodov            | 2,68  |
| Staré Sedlo u Sokolova          | Staré Sedlo                        | Staré Sedlo       | 6,5   |
| Stříbrná                        | Stříbrná                           | Stříbrná          | 23,91 |
| Studánka u Březové              | Arnoltov                           | Březová           | 6,12  |
| Studenec u Oloví                | Studenec                           | Oloví             | 9,91  |
| Svatava                         | Svatava                            | Svatava           | 4,71  |
| Šabina                          | Šabina                             | Šabina            | 5,07  |
| Šindelová                       | Šindelová                          | Šindelová         | 4,08  |
| Štědrá u Kynšperka nad Ohří     | Štědrá                             | Kynšperk nad Ohří | 3,05  |
| Tatrovice                       | Tatrovice                          | Tatrovice         | 5,78  |
| Těšovice                        | Těšovice                           | Těšovice          | 1,18  |
| Tisová u Kraslic                | Tisová                             | Kraslice          | 2,03  |
| Tisová u Sokolova               | Tisová                             | Březová           | 4,02  |
| Třídomí                         | Horní Slavkov                      | Horní Slavkov     | 5,31  |
| Týn u Lomnice                   | Týn                                | Lomnice           | 5,53  |
| Údolí u Lokte                   | Údolí                              | Loket             | 11,18 |
| Valtéřov u Kraslic              | Valtéřov                           | Kraslice          | 5,75  |
| Vintířov u Sokolova             | Vintířov                           | Vintířov          | 14,36 |
| Vítkov u Sokolova               | Vítkov                             | Sokolov           | 4,98  |
| Vranov u Rovné                  | Podstrání                          | Rovná             | 15,77 |
| Vřesová                         | Vřesová                            | Vřesová           | 3,13  |
| Zelená Hora u Kraslic           | Zelená Hora                        | Kraslice          | 1,86  |
| Zlatá u Kynšperka nad Ohří      | Dvorečky, Zlatá                    | Kynšperk nad Ohří | 4,33  |
| Žitná u Březové                 | Kostelní Bříza                     | Březová           | 5,49  |

Celková výměra 753,58 km2